# روبرتو ميلينديز
روبرتو ميلينديز (بالإسبانية: Roberto Meléndez)‏ (31 مارس 1912 ببارانكيا في كولومبيا - 20 مايو 2000 ببارانكيا في كولومبيا) هو لاعب كرة قدم كولومبي في مركز الهجوم. شارك مع منتخب كولومبيا لكرة القدم. أما مع النوادي، فقد لعب مع أتلتيكو جونيور.

## وصلات خارجية
- روبرتو ميلينديز على موقع عالم كرة القدم.نت (الإنجليزية)